# 池毅
池 毅（いけ たけし、1953年10月25日 - ）は、日本の作曲家、編曲家、歌手。香川県善通寺市出身。武蔵野美術大学造形学部産業デザイン学科商業デザイン卒業。初期は平仮名表記の「いけたけし」名義で活動していたが、1986年秋ごろ、漢字表記の「池 毅」に改名した。ただし現在でも歌手としては「いけたけし」名義を使うこともある。

## 来歴
1970年代に、3人組のニューミュージックグループ「He-Story」のメンバーとしてデビュー。歌手としてのソロデビューは1985年の「バーニング・ラヴ」で、これは他のロック系男性アーティストが歌うことを想定して作曲したのだが、歌い手が決まらず急遽、池が歌うことに決定したもので、その話を聞かされて困惑したという。
1980年代後半より現在に至るまで、数多くのアニメソングやコマーシャルソングの作曲を手がけている。また、子供向け教育番組への楽曲提供も精力的に行っており、NHK教育の『ひとりでできるもん!』では2006年のシリーズ終了までに800曲以上の楽曲を提供した。Jasrac登録楽曲数（発表済み作品）は2000曲を数える。
『超獣機神ダンクーガ』以降、複数の作品において戸塚修と共同で劇伴曲を担当している。『ダンクーガ』では、レノン＝マッカートニーのように、どちらが作った曲も共作とすることに決めていたという。
2001年にハドソンから発売された『桃太郎まつり 石川六右衛門の巻』の楽曲制作に参加して以来、2016年発売の『桃太郎電鉄2017 たちあがれ日本!!』までコンピュータゲーム「桃太郎シリーズ」に多くの楽曲を提供しており、中には「桃太郎電鉄」シリーズのタイトル曲である「それいけ!桃鉄」などのようにシリーズの「定番BGM」となった曲も多い。制作に参加するまでシリーズ作品をプレイしたことがなかったが、桃太郎シリーズのゲーム監督であるさくまあきらは初めて池が桃太郎シリーズ用に作曲した曲を聞いた際に「もう10年ぐらい桃太郎チームにいたような曲を書くので、みんなが舌を巻いた！」と評していた。

## 音楽担当

### テレビ
- 超獣機神ダンクーガ（1985年）※戸塚修との共作
- ひとりでできるもん!（1991年-1996年、1998年-2006年）
- ちいさなおばけアッチ・コッチ・ソッチ（1991年-1992年）
- 十二戦支 爆烈エトレンジャー（1995年）※戸塚修との共作
- ブルーナのおはなしちえあそび（1997年）原作ディック・ブルーナ
- ごぞんじ!月光仮面くん（1999年）
- イチジョウマン（2003年-2008年『おかあさんといっしょ』「おかあさんといっしょ あそびだいすき!』内）
- まねっこピーナッツ（2005年-2009年 『おかあさんといっしょ』内）
- 味楽る!ミミカ（2006年-2009年）※アニメ部分とタマップキッチンのコーナー（それ以外のコーナーはHARCOが担当）
- ひらけ!ポンキッキ（1985年）音楽担当

### 映画
- ウルトラニャン2 ハッピー大作戦（1998年）※戸塚修との共作

### ビデオ
※全て戸塚修との共作
- 超獣機神ダンクーガシリーズ
  - 失われた者たちへの鎮魂歌（1986年）
  - 超獣機神ダンクーガ GOD BLESS DANCOUGA（1987年）
  - 超獣機神ダンクーガ 白熱の終章（1989年）
- ウルトラマン超闘士激伝（1996年）

### ゲーム
- 北へ。シリーズ（ハドソン）
  - 北へ。White Illumination（1999年、ドリームキャスト）
  - 北へ。Photo Memories（1999年、ドリームキャスト）
  - 北へ。〜Diamond Dust〜（2003年、PlayStation 2）
- 桃太郎シリーズ（ハドソン）（『桃太郎電鉄2017』のみ任天堂より発売。） - 『G』までは関口和之、宮路一昭と共同。『15』以降及びモバイル版は関口和之と共同。
  - 桃太郎伝説シリーズ
    - 桃太郎まつり 石川六右衛門の巻（2001年、PlayStation）

  - 桃太郎電鉄シリーズ（家庭機向け作品）（2001年-2016年参加）
    - 桃太郎電鉄X 〜九州編もあるばい〜（2001年、PlayStation 2）
    - 桃太郎電鉄11 ブラックボンビー出現!の巻（2002年、PlayStation 2、ゲームキューブ）
    - 桃太郎電鉄12 西日本編もありまっせー!（2003年、PlayStation 2、ゲームキューブ）
    - 桃太郎電鉄USA（2004年、PlayStation 2）
    - 桃太郎電鉄G ゴールド・デッキを作れ!（2005年、ゲームボーイアドバンス）
    - 桃太郎電鉄15 五大ボンビー登場!の巻（2005年、PlayStation 2）
    - 桃太郎電鉄16 北海道大移動の巻!（2006年、PlayStation 2、Wii、Xbox 360）
    - 桃太郎電鉄DS TOKYO&JAPAN（2007年、ニンテンドーDS）
    - 桃太郎電鉄20周年（2008年、ニンテンドーDS）
    - 桃太郎電鉄2010 戦国・維新のヒーロー大集合!の巻（2009年、Wii）
    - 桃太郎電鉄タッグマッチ 友情・努力・勝利の巻!（2010年、PlayStation Portable）
    - 桃太郎電鉄WORLD（2010年、ニンテンドーDS）
    - 桃太郎電鉄2017 たちあがれ日本!!（2016年、ニンテンドー3DS）

  - モバイル桃太郎電鉄（携帯電話向け作品）
    - 桃太郎電鉄TOKYO
    - 桃太郎電鉄JAPAN
    - 桃太郎電鉄WORLD
    - 桃太郎電鉄CHUBU
    - 桃太郎電鉄KANTO
    - 桃太郎電鉄TOHOKU
    - 桃太郎電鉄HOKKAIDO
    - 桃太郎電鉄KYUSHU
    - 桃太郎電鉄SETOUCHI
    - 桃太郎電鉄KINKI
    - 桃太郎電鉄AOMORI
    - 桃太郎電鉄JAPAN+
    - 桃太郎電鉄SHIZUOKA
    - 桃太郎電鉄TOKAI

  - サウンドトラック・CD
    - 桃太郎電鉄11 ゴールド・サウンズ（2002年）
    - 桃太郎電鉄ヒットパレード 〜桃太郎電鉄 11・12・USA〜（2004年）
    - 歌合戦 〜桃太郎電鉄20周年記念アルバム〜（2008年）
    - 101曲桃鉄大行進〜桃太郎電鉄オリジナル・サウンドトラック〜（2010年）
- 機動新撰組 萌えよ剣（2002年、エンターブレイン、PlayStation 2）

### パチンコ・スロット
- CR花の慶次（2007年）
  - 傾奇者恋歌（歌：角田信朗）
- CR桃太郎電鉄（2008年）
  - SAY!バンザイっ!!（歌：千葉紗子）
  - MOMO!俺のヒーロー!（歌：高橋洋樹）
- CR天外魔境 卍MARU（2009年）
  - 時代を駆ける（歌：伊倉一恵）
- CR桃太郎電鉄（2012年）
  - RAILWAY IN STARLIGHT（歌：テツandトモ）
  - TRY☆ショータイムッ!!（歌：千葉紗子）
- パチスロ機動新撰組　萌えよ剣〜今宵、花散る〜（2014年）
  - さよならの意味（歌：松本梨香）
  - 今宵花散る（歌：松本梨香）

## 自歌唱曲
- He-Story
  - 結婚します - TBS水曜劇場「熱愛一家・LOVE」劇中歌（1979年）
  - グリーン・ラブ - サッポロビール（現在はポッカサッポロフード&ビバレッジが販売）「リボンシトロン」イメージ・ソング（1981年）
- 超獣機神ダンクーガ（1985年）
  - バーニング・ラヴ（エンディングテーマ）
  - 「愛よファラウェイ」（オープニングテーマ、藤原理恵のデビュー曲）のB面に収録
  - I THINK OF YOU（挿入歌）
  - WE ARE THE ONES（挿入歌）
  - ALONE 孤独の戦士（イメージソング）※獣戦機隊 with 池毅
    - 1986年のミュージックビデオ「超獣機神ダンクーガSONG SPECIAL 獣戦機隊SONGS」にて発表。後にレコードおよびCDで発売されたバージョンは獣戦機隊（ダンクーガで獣戦機隊を演じた矢尾一樹、塩沢兼人、中原茂、山本百合子によるユニット）のみの歌唱で再度レコーディングされたものであり、池も歌っているオリジナルバージョンは未CD化
- キン肉マン（1983年）
  - キンケシ子守唄（イメージソング）
- ドラゴンボール（1986年）
  - 不思議ワンダーランド（挿入歌）※Wonderland Gang名義
  - 燃えるハートで 〜レッドリボン軍をやっつけろ〜※Wonderland Gang名義
- かりあげクン（1989年）
  - かりあげクンのかりあげ一日（エンディングテーマ）
- 恐竜戦隊ジュウレンジャー（1992年）
  - ポップアップナイト（挿入歌）
- 味楽る!ミミカ（2007年-）
  - ララ・うらら（エンディングテーマ）※チグリハープ & いけたけし

## 楽曲提供
- 麻倉未稀
  - ロマンスは熱いうちに -The City of Romance- - 協和発酵・焼酎「SUN」イメージソング（1984年）
  - リメンバー・ターン（1984年）
- 浅田あつこ
  - 泣いてもいいの（2017年）
- 佳山明生
  - 夢には夢を 花には花を（2016年）
  - 霧笛が泣いて･･･横浜（2020年）
- 工藤夕貴
  - 野生時代 - 『逆噴射家族』挿入歌（1984年）
- サンディ・ラム
  - 愛神 Holiday - 香港で発売されたアルバム「放縱」に収録。広東語歌詞（1986年）
- 椎名恵
  - 風に抱かれて - 『超時空ロマネスク Samy MISSING'99』主題歌
  - THE WIND - 『プロゴルファー祈子』主題歌、「風に抱かれて」の歌詞を一部変更したもの（1987年）
  - 風が吹いて季節が変わる
  - それから受話器を置いた
- しばたはつみ
  - モーニング・ラブ・コール（1985年）
  - ラスト・サマー（1985年）
  - Final Concurse～異国にて～（1985年）
- ちあきなおみ
  - 秘愛（1989年）
- 徳丸純子
  - PICA-PICA（1983年）
- 花園直道
  - 百花繚乱〜Blossom〜（2019年）
- 花園直道&角田信朗
  - 希望の詩〜立ち上がれニッポン〜（2021年）
- 日吉ミミ
  - 北茶廊（1986年）
  - 雪（1986年）
  - 銀のかもめ（1985年）
- 森進一
  - 宴歌（1986年）
- 山野さと子
  - マグノリア（2021年）

### テレビ番組
- おかあさんといっしょ
  - 作編曲担当
    - ポップンポップコーン（1993年 歌：速水けんたろう、茂森あゆみ）
    - トライ!トライ!トライ!（1994年）
    - トライトライトライ’96（1996年）
    - ふゆのプレゼント（1999年 歌：杉田あきひろ、つのだりょうこ）
    - たからもの、なあに（2002年 歌：杉田あきひろ、つのだりょうこ）
    - 飛べ飛べ!イチジョウマン（2003年 歌：佐藤弘道、ひまわりキッズ）
    - まねっこピーナッツ!（2005年 歌：橘ひかり）
    - みなみのしまのこどもたち（2005年 歌：今井ゆうぞう、はいだしょうこ）
    - ビビビビーム!（2024年 歌：花田ゆういちろう、ながたまや）

  - 編曲のみ担当
    - ぼくらのロコモーション（1993年 歌: 速水けんたろう、茂森あゆみ）
    - にじのむこうに（1996年 歌: 速水けんたろう、茂森あゆみ）
    - 公園にいきましょう（1997年 歌: 速水けんたろう、茂森あゆみ）
    - あつまれ!笑顔（1999年 歌: 速水けんたろう、茂森あゆみ）
    - あしたははれる（1999年 歌: 速水けんたろう、茂森あゆみ）
    - シアワセ（1999年 歌: 杉田あきひろ、つのだりょうこ）
    - タンポポ団にはいろう!!（2003年 歌：今井ゆうぞう、はいだしょうこ）
    - 風のおはなし（2004年 歌：今井ゆうぞう、はいだしょうこ）
    - 夢の中のダンス（2007年 歌：今井ゆうぞう、はいだしょうこ）
    - 君に会えたから（2008年 歌：今井ゆうぞう、はいだしょうこ）
    - ありがとうの花（2009年 歌：横山だいすけ、三谷たくみ）
    - みんなだれかがすきになる（2012年 歌：横山だいすけ、三谷たくみ）
    - 地球ぴょんぴょん（2014年 歌：横山だいすけ、三谷たくみ）
    - メダルあげます（2015年 歌：横山だいすけ、三谷たくみ））
    - あおうよ!（2016年 歌：横山だいすけ、小野あつこ）
    - やくそくハーイ!（2017年 歌：横山だいすけ、小野あつこ）
    - やさしいうた（2018年 歌：花田ゆういちろう、小野あつこ）
    - ワン・ツー・スリー!（2019年 歌：花田ゆういちろう、小野あつこ）
    - ネガイゴト（2021年 歌：花田ゆういちろう、小野あつこ）
    - 地球の歌（2023年 歌：花田ゆういちろう、ながたまや）
- みんなのうた
  - 作編曲担当
    - やさしくしてね（1994年 歌：山野さと子）

  - 編曲のみ担当
    - ねむいいぬ（2014年 歌：坂田おさむ）
    - 2つのゆびわ（2016年 歌：坂田めぐみ）
- ワンワンパッコロ!キャラともワールド
  - 作編曲担当
    - ふたりがいいね！（2019年 歌：パックン/折笠愛、コロン/かないみか）
    - ワンパコ戦隊パッコロリンジャー（2019年 歌：パックン/折笠愛、コロン/かないみか、リン/水沢史絵）

  - 編曲担当
    - アタリメ！どんぴょんズのテーマ〜わたしだけを〜（2013年 歌：アタリメ！どんぴょんズ）
    - 地球町☆ぴぴのぴのぴ（2017年 歌：リン/水沢史絵）
    - そ！ダイジョブ（2018年 歌：アタリメ！どんぴょんズ）

- ひらけ!ポンキッキ
  - もっと
  - ウキウキバースデイ
  - ねむねむのひつじ
  - せかいはおどる
  - てんしのおしっこ
  - こんこんこんのこぎつねさん
  - はなのにっぽんさのよいよい
  - いっとうしょうたいそう
  - いっとうしょうたいそう2
  - おてんきボーイズのテーマ
  - みんなだいすき
- スイミー（1986年）
  - がんばれスイミー/スイミーの子守唄（ 歌：子門真人）
- トゥインクルハート 銀河系までとどかない（1986年）
  - yes, we are open!（エンディングテーマ 歌：山本百合子、岡本麻弥、柴田由美子）
- ドテラマン（1986年）
  - 正義の使者だぜドテラマン（オープニングテーマ 歌：こおろぎ'73）
  - もっとブ鬼"ウ鬼" [ぶぎうぎ]（エンディングテーマ 歌：つかせのりこ、こおろぎ'73）
- まんがなるほど物語（1986年）
  - どんな時でも…（オープニングテーマ 歌：倉沢淳美）
  - 優しくてもサヨナラ（エンディングテーマ 歌：倉沢淳美）
- ドラゴンボール（1986年）
  - 魔訶不思議アドベンチャー!（オープニングテーマ 歌：高橋洋樹）
  - ロマンティックあげるよ（エンディングテーマ 歌：橋本潮）
- 光戦隊マスクマン（1987年）
  - ショットボンバー全力集中（劇場版主題歌 歌：影山ヒロノブ、こおろぎ'73、SHINES）
- 禁断の黙示録 クリスタル・トライアングル（1987年）※戸塚修との共作
- エスパー魔美（1987年）
  - I Like YouからI Love You（エンディングテーマ 歌：橋本潮）
- 重戦機エルガイムIII フルメタル・ソルジャー（1987年）
  - COOL（挿入歌 歌：ひろえ純）
- キテレツ大百科（1988年）
  - お嫁さんになってあげないゾ（オープニングテーマ 歌：守谷香）
  - マジカルboyマジカルheart（エンディングテーマ 歌：守谷香）
- 魔神英雄伝ワタル（1988年）
  - a・chi-a・chiアドベンチャー（エンディングテーマ 歌：a・chi-a・chi）
  - See you again（イメージソング 歌：a・chi-a・chi／伊倉一恵）※a・chi-a・chiバージョンと伊倉一恵バージョンが同時に発表されている
- かりあげクン（1989年）
  - 夜の銀ギツネとタヌキ（オープニングテーマ 歌：うしおと一郎）
- チンプイ（1989年）
  - お願いチンプイ（オープニングテーマ 歌：内田順子）
  - シンデレラなんかになりたくない（エンディングテーマ 歌：林原めぐみ、斉藤小百合）
- ダッシュ!四駆郎（1989年）
  - BE TOP（オープニングテーマ 歌：北原拓）
  - 果てしなき挑戦（エンディングテーマ 歌：北原拓）
- ドラゴンボールZ（1989年）
  - でてこいとびきりZENKAIパワー!（エンディングテーマ 歌：MANNA）
  - 僕達は天使だった（エンディングテーマ 歌：影山ヒロノブ）
- 魔神英雄伝ワタル2（1990年）
  - WRONG NUMBER（イメージソング 歌：a・chi-a・chi）
- キャッ党忍伝てやんでえ（1990年）
  - おっとどっこい日本晴れ（オープニングテーマ 歌：谷沢伶奈）
  - To be yourself（エンディングテーマ 歌：谷沢伶奈）
- まじかる☆タルるートくん（1990年）
  - まじかる☆タルるート音頭（挿入歌 歌：TARAKO）
- PEACH COMMAND 新桃太郎伝説（1990年）
  - ピーチコマンド桃太郎（オープニングテーマ 歌：佐々木望）
- 魔法のエンジェルスイートミント（1990年）
  - 猫にMATATABI（挿入歌 歌：渕崎ゆり子）
  - See you again（挿入歌 歌：:玉川紗己子）※戸塚修との共作
- ちいさなおばけアッチコッチソッチ　（1991年）
  - ちっちゃな「おばけ」のうた（オープニングテーマ 歌：平野レミ）
  - いないいないおばけ（エンディングテーマ 歌：平野レミ）
- 炎の闘球児 ドッジ弾平（1991年）
  - ドッジもドッジ（イメージソング 歌：日髙のり子、野沢雅子）
- ひとりでできるもん!（1991年-2001年）
  - 魔法のゲーム（1991年オープニングテーマ 歌：山野さと子）
  - ときめきランド（1992年オープニングテーマ 歌：平田実音）
  - ワクワクしてる!（1993年オープニングテーマ 歌：平田実音）
  - それとも…エンジェル（1994年オープニングテーマ 歌：山野さと子）
  - ちょっぴりシェフきぶん（1995年オープニングテーマ 歌：石田よう子）
  - 元気をチャージ!（1998年・1999年オープニングテーマ 歌：瀧本瞳）
  - きゃんびー・ワンダーランド!（2000年・2001年オープニングテーマ 歌：山野さと子）
- クッキングパパ（1992年）
  - ハッピーハッピーダンス（オープニングテーマ 歌：YASU）
  - パパは何でも知っている（エンディングテーマ 歌：佐々木真里）
- ムカムカパラダイス（1993年）
  - とっておきのキモチ（オープニングテーマ 歌：KUKO）
- 魔神英雄伝ワタル4（1993年）
  - DON'T MIND PARTY（エンディングテーマ 歌：a・chi-a・chi）
- ママレード・ボーイ（1994年）
  - MOMENT（挿入歌 歌：國府田マリ子）
  - 最後の約束（挿入歌 歌：國府田マリ子）
  - 素敵な小夜曲（エンディングテーマ 歌：藤原美穂）
- 劇場版美少女戦士セーラームーンS（1994年）
  - Moonlight Destiny（エンディングテーマ 歌：朝川ひろこ）
- ドッカン!ロボ天どん（1995年）
  - Dokkan Beat（オープニングテーマ 歌：朝川ひろこ & 影山ヒロノブ）
- 星獣戦隊ギンガマン（1998年）
  - ギンガピンク サヤ・花の戦士（挿入歌 歌：朝川ひろこ）
- おジャ魔女どれみ（1999年）
  - おジャ魔女カーニバル!!（オープニングテーマ 歌：MAHO堂）
  - 女のコは勉強中!（挿入歌 歌：MAHO堂）
- ビーストウォーズメタルス 超生命体トランスフォーマー（1999年）
  - バ・ビ・ブ・ベ・ビーストウォーズ（エンディングテーマ 歌：影山ヒロノブ & バ・ビ・ブ・ベ ボンバーズ）
  - HALLELUYAH（エンディングテーマ 歌：影山ヒロノブ、堀江美都子 & バ・ビ・ブ・ベ ボンバーズ）
- 忍風戦隊ハリケンジャー（2002年）
  - ハリケンジャー参上!（オープニングテーマ 歌：高取ヒデアキ）
  - 忍び恋（挿入歌 歌：長澤奈央）
- 機動新撰組 萌えよ剣（2002年）
  - 萌えよ剣（オープニングテーマ 歌：折笠愛、松井菜桜子、池澤春菜）
  - 夜明け（エンディングテーマ 歌：折笠愛、松井菜桜子、池澤春菜）
- ひとりでできるもん!どきドキキッチン（2002年・2003年）
  - ぜったいに元気!（オープニングテーマ 歌：キラリンガールズwithゆう太 & ゆうか）
  - あっちこっちしあわせ（エンディングテーマ 歌：0930）
- ひとりでできるもん!どこでもクッキング（2004年・2005年）
  - はんじゅくコロンブス（オープニングテーマ 歌：五條真由美）
  - SAYいっぱいを、ありがとう（エンディングテーマ 歌：Paix2）
- 大決戦!超ウルトラ8兄弟（2008年）
  - 渚の約束（挿入歌 歌：ダンディ4 & メグ）※編曲のみ、作曲：サム・イワサ
- 12歳。〜ちっちゃなムネのトキメキ〜（2016年）
  - 勇気のつばさ（エンディングテーマ　歌：Machico）

### ラジオ
- ラジオ大阪開局40周年記念企画ラジオ・チャリティーミュージックソン　『1314 V-STATION ミュージックソンスペシャル みんな地球の仲間たち』（1998年）
  - サルのサルサdeのルサ（歌：飯塚雅弓）